# Mydealz
Mydealz (Eigenschreibweise: mydealz) ist eine Social-Shopping-Community mit Unternehmenssitz in Berlin. Die Seite wird von der 6Minutes Media GmbH betrieben, die zum 31. August 2025 mit dem Mutterunternehmen Atolls fusionieren wird.

## Geschichte
Mydealz wurde am 28. April 2007 als Blog von Fabian Spielberger in Gerbrunn bei Würzburg gegründet. Mit steigender Userzahl und regelmäßigen Inhalten entwickelte sich das Portal zu einer eigenen Marke, aus der im Jahre 2009 die 6Minutes Media GmbH gegründet wurde. 2014 gewann Mydealz beide Preise in der Kategorie Shopping bei der Wahl zur Website des Jahres, 2015 in der gleichen Kategorie den Preis als beste Website. Im gleichen Jahr trat Mydealz als Gründungsmitglied der Pepper.com-Gruppe bei, die Social-Commerce-Portale in zwölf Ländern betreibt. Seit Dezember 2022 gehören mydealz und alle anderen Pepper-Portale zu Atolls.

## Konzept
Die Seite ist eine Mischung aus redaktionellen und nutzerbasierten Empfehlungen. Zu den vorgestellten Schnäppchen gehören unter anderem Rabattaktionen, Sonderangebote, Preisfehler und Gutscheine. Diese Angebote können von registrierten Benutzern positiv oder negativ bewertet werden, woraus eine Rangfolge der Angebote entsteht. Mydealz bekommt von den referierten Seiten eine Provision. Der nutzerbasierte Teil von Mydealz entstand aus einer Kooperation mit Hotukdeals.com und wurde in Anlehnung daran zeitweise auch HUKD genannt.

## Medienecho
Im März 2013 wurde durch Mydealz bekannt, dass eine Datenbank von Groupon gehackt wurde und Spam-Mails an die registrierten Groupon-User geschickt wurden.
Im November 2014 wurde über Mydealz im Zusammenhang mit dem Hashtag „#3f2Leak“ berichtet. Ein Mydealz-User hatte ein Saturn-Angebot vor der offiziellen Bekanntgabe veröffentlicht. Das Unternehmen Saturn reagierte darauf, indem es ein Video auf Facebook postete und darin auf ironische Weise dazu aufrief, den Leaker zu schnappen.

## Marktposition und Ranking
Am 20. November 2020 listete Alexa die Website auf Rang 67 der meistbesuchten Websites deutschlandweit. Im Frühjahr 2016 zählte Mydealz ca. 22,5 Millionen Unique Visits pro Monat und erreichte zu Anlässen wie dem Black Friday 1,5 Millionen Besucher pro Tag. Im April 2019 erreichte Mydealz über die eigene Internetseite, die eigene App und soziale Medien monatlich über 50,9 Millionen Kontakte zu Verbrauchern.